# Paryphoconus barrettoi
Paryphoconus barrettoi är en tvåvingeart som beskrevs av Lane 1946. Paryphoconus barrettoi ingår i släktet Paryphoconus och familjen svidknott. Inga underarter finns listade i Catalogue of Life.